# KSPO Professional
KSPO Professional ist ein südkoreanisches Straßenradsportteam mit Sitz in Chuncheon.
Die Mannschaft wurde 2010 gegründet und nimmt seitdem als UCI Continental Team vornehmlich an den Rennen der UCI Continental Circuits teil. 

## Erfolge als Continental Team
| Rennserie                 | 2010 | 2011 | 2012 | 2013 | 2014 | 2015 | 2016 | 2017 | 2018 | 2019 | 2020 | 2021 | 2022 | 2023 | 2024 |
| ------------------------- | ---- | ---- | ---- | ---- | ---- | ---- | ---- | ---- | ---- | ---- | ---- | ---- | ---- | ---- | ---- |
| UCI ProSeries             | —    | —    | —    | —    | —    | —    | —    | —    | —    | —    | —    | —    | —    | —    | —    |
| UCI Continental Circuits  | 3    | 1    | 2    | 2    | 2    | 3    | 2    | 1    | —    | 1    | —    | —    | —    | —    | —    |
| nationale Meisterschaften | —    | —    | —    | 1    | 1    | —    | 1    | —    | 1    | —    | 1    | —    | —    | —    | —    |

## Platzierungen in UCI-Ranglisten
UCI-Weltrangliste
| World Ranking | World Ranking | World Ranking            | World Ranking |
| Jahr          | Teamwertung   | Einzelwertung            |               |
| ------------- | ------------- | ------------------------ | ------------- |
| 2016          | —             | Gong Hyo-suk (470. )     |               |
| 2017          | —             | Kim Dae-yeon (1397. )    |               |
| 2018          | —             | Seo Joon-yong (464. )    |               |
| 2019          | 174.          | Kwon Soon-yeong (1085. ) |               |
| 2020          | 166.          | Kim Kookhyun (1374. )    |               |
| 2021          | 151.          | Choi Donghyuk (1191. )   |               |
| 2022          | 195.          | Kim Kookhyun (1970. )    |               |
| 2023          | 187.          | Hyunseo Kim (2988. )     |               |
| 2024          | 182.          | Jinwoong Kim (1104. )    |               |
|               |               |                          |               |
| Quelle: UCI   |               |                          |               |

UCI Asia Tour
| Saison | Mannschaftswertung | Fahrerwertung        |
| ------ | ------------------ | -------------------- |
| 2010   | 24.                | Park Sung-baek (42.) |
| 2011   | 38.                | Park Sung-baek (86.) |
| 2012   | 38.                | Park Sung-baek (51.) |
| 2013   | 20.                | Park Sung-baek (40.) |
| 2014   | 28.                | Seo Joon-yong (59.)  |
| 2015   | 34.                | Seo Joon-yong (62.)  |
| 2016   | 26.                | Hyo Suk Gong (66.)   |